# المحصور (فرسان)
قرية المحصور إحدى قرى منطقة جازان وهي قرية سكنية تابعة لبلدية محافظة فرسان جنوب غرب المملكة العربية السعودية، تبعد أكثر من 50 كم باتجاه الغرب من مدينة فرسان.

## الموقع
تقع قرية المحصور جنوب غرب المملكة على جزيرة السقيد تبعد عن قرية السقيد مسافة 2 كم، وهي تقع عند خط طول 41 درجة وخط العرض 16 درجة.

## انظر ايضاً
- ختب
- السقيد
- أبو طوق

## وصلات خارجية
- بيانات المجلس البلدي من الأمانة العامة لشؤون المجالس البلدية.
- حصر الخدمات بالمدن والقرى بمنطقة جازان.
- دليل الخدمات بمنطقة جازان.
- مصلحة الإحصاءات العامة والمعلومات.